# Sant Feliu de Codines
Sant Feliu de Codines est une commune de la province de Barcelone, en Catalogne, en Espagne, de la comarque de l'Vallès Oriental

## Personnalités liées à la commune
- Dionís Escorsa i Cruells (1840- 1900), homme d'affaires catalan, est né dans la commune[1].
- Laia Berenguer Puget (1920-2011), femme politique catalane, ancienne maire de la commune[2].